# Sanabria

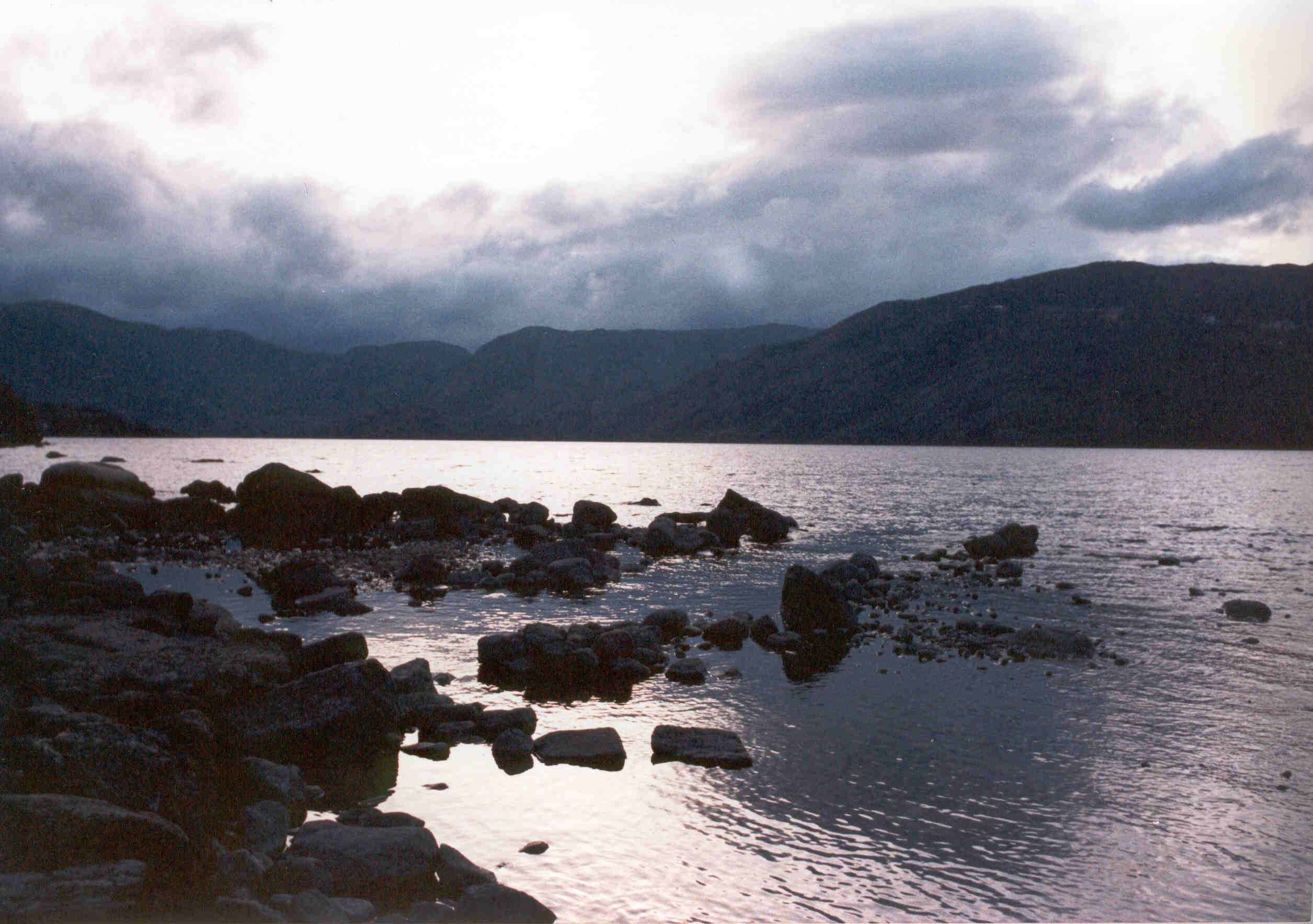
Llac de Sanabria, un dels rars llacs naturals de la península Ibèrica.

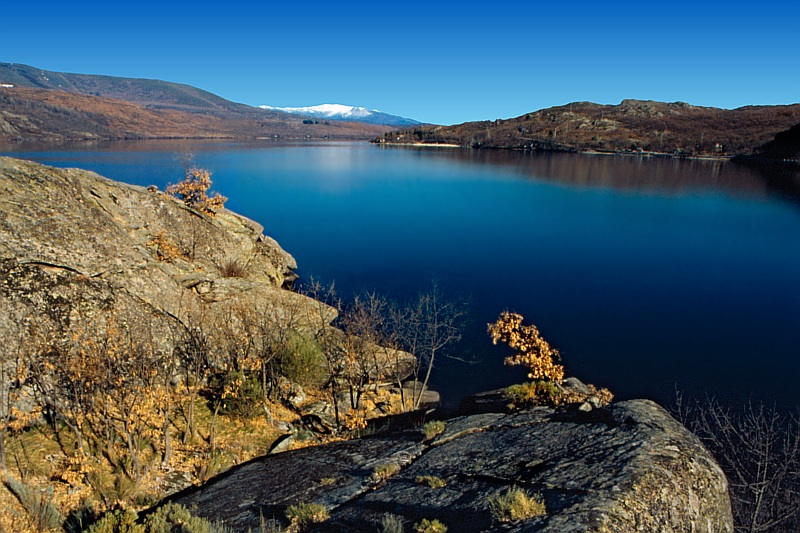
Un altre aspecte del llac de Sanabria

Sanabria (gallec A Seabra lleonès Senabria) és una comarca natural situada al nord-oest de la província de Zamora, el centre de la qual és Puebla de Sanabria.

## Descripció

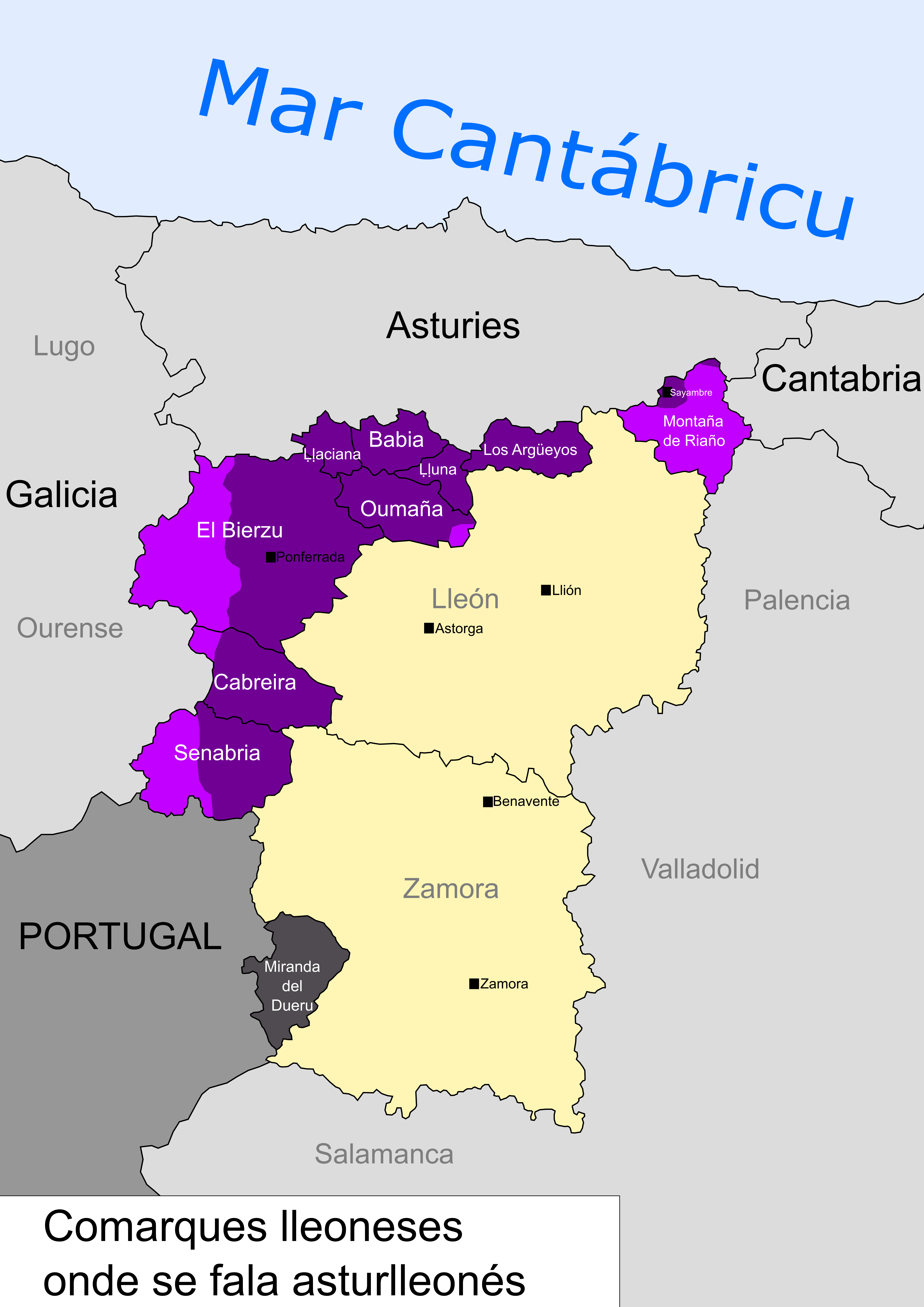
Comarques lleoneses on es parla asturlleonés.

Limita al nord amb la Sierra de la Cabrera Baja, que la separa de la província de Lleó, a l'Oest amb Sierra Segundera i Galícia, a l'est amb La Carballeda i Tierra del Pan i al sud amb les muntanyes de la Sierra de la Colobra i la Sierra de la Gamoneda (o Sierra de Carpurias), branques del sistema de la Sierra de la Cabrera que tenen el vessant sud a Portugal (Districte de Bragança). El lloc més conegut és el Llac de Sanabria, el més gran d'origen glacera de la península Ibèrica, amb una superfície de 368 hectàrees, i declarat en 1978 Parc Natural.
A la major part del territori es parla (actualment amb poca vitalitat) asturlleonès. A la zona occidental, compresa entre Portela da Canda i Portela do Padornelo, coneguda com a As Portelas, hom parla gallec amb força vitalitat, però amb una població envellida i en retrocés. També es parla gallec a la vila de Calabor, situada a Pedralba de la Pradería.

## Història
La Sanàbria va estar habitada pels asturs, dels que hi queden alguns castros. El seu mom Senabriga (enregistrat en la documentació de l'alta Edat Mitjana) pot datar d'aquella èpcoa, mostrant l'emenent cèltic (briga, fortificació), que potser designava algun castro en concret.
El 921 s'hi construí el monestir de San Martín de Castañeda, o Castañeira, com l'anomenat pels monjos mossàrabs. El 952, el rei Ordoni III de Lleó els va concedir drets de pesca sobre el llac Sanabria. El domini del monestir fou molt fort a la comarça fins a començamens del segle xix.
El 1103 el rei Alfons IX de Lleó els concedí el Fur de Sanabria.
Després de la Guerra d'Independència de Portugal, al segle xvii, hi fou incorporada el municipi d'Hermisende, anteriorment portuguès, on es parla gallec, de la mateixa manera que als municipis de Lubián, Pías i Porto. Endemés, també es parla gallec a la vila de Calabor, al municipi de Pedralba de la Pradería.

## Municipis
- Asturianos
- Cobreros
- Galende
- Hermisende
- Puebla de Sanabria
- Lubián
- Palacios de Sanabria
- Pedralba de la Pradería
- Pías
- Porto
- Requejo
- Robleda-Cervantes
- Rosinos de la Requejada
- San Justo
- San Martín
- Trefacio